# Тихонович, Игорь Анатольевич
И́горь Анато́льевич Тихоно́вич (род. 1 января 1949, Горловка, УССР) — советский и российский микробиолог и генетик, специалист в области молекулярной биологии, генетики азотфиксации и растительно-микробного взаимодействия. Академик РАН (2013), РАСХН (1997, членкор с 1993), иностранный член Польской академии наук и Национальной академии аграрных наук Украины, доктор биологических наук (1992), профессор (1995).
Директор Всероссийского научно-исследовательского института сельскохозяйственной микробиологии (ВНИИСХМ), профессор Санкт-Петербургского государственного университета, с 2015 года — декан биологического факультета СПбГУ. Лауреат премии Правительства Российской Федерации в области науки и техники (2013).

## Биография
Окончил с отличием биологический факультет Донецкого госуниверситета (1971), где учился с 1967 года. В 1972—1973 годах служил в Советской Армии.
В 1971—1972 и 1973—1975 гг. аспирант кафедры генетики и селекции биолого-почвенного факультета Ленинградского государственного университета им. А. А. Жданова, а в 1975—1979 годах младший научный сотрудник НИИ биологии этого университета. В 1975 году защитил в ЛГУ кандидатскую диссертацию «Изучение изменчивости хромосом методом дифференциальной окраски у популяций и инбредных линий ржи и редиса» (специальность «генетика»).
С 1979 года старший научный сотрудник, с 1983 года заместитель директора по научным вопросам, с 1986 года заведующий отделом (до 2001 г. лаборатория) биотехнологии и директор Всероссийского научно-исследовательского института сельскохозяйственной микробиологии. В 1991 году защитил докторскую диссертацию по специальностям «генетика» и «микробиология» «Генетический контроль симбиотической азотфиксации у гороха: (Pisum sativum L.)». Звание профессора по специальности «микробиология» получил в 1995 году.
С 2002 года — профессор кафедры генетики и биотехнологии (генетики и селекции до 2013 г.) СПбГУ, с 2015 года декан (и. о. до 2016) его биологического факультета, член докторского биологического диссертационного совета Д.212.232.12 при Санкт-Петербургском университете.
Член Совета при Президенте Российской Федерации по науке и образованию (2013—2017). Президент Вавиловского общества генетиков и селекционеров (с 2014).
Член редколлегий журналов «Микробиология», «Сельскохозяйственная биология», «Прикладная биохимия и микробиология», «Экологическая генетика», «Вестник сельскохозяйственных наук».
Автор около 300 научных публикаций, в том числе 10 монографий и учебников.
С 2022 года ежегодно появляется в Сириусе в качестве педагога и лектора на программе «Агробиология и генетика растений».

## Основные работы
- Симбиозы растений и микроорганизмов: молекулярная генетика агросистем будущего. СПб., 2009 (совм. с Н. А. Проворовым);
- Ссоавтор главы «Генетические основы биотехнологии симбиотической азотфиксации» в учебнике по ред. Шевелухи В. С. «Сельскохозяйственная биотехнология и биоинженерия». М,..Издание 4, знач. перераб. и доп. -Издательство URSS- 2015. 704 с. ISBN 978-5-9710-0982-5, сс.356-390).

## Награды и отличия
- Медаль «В память 300-летия Санкт-Петербурга» (2003)
- Орден Дружбы (2005)
- Юбилейная медаль в честь 50-летия Польской академии наук (2006)
- Почётный диплом Законодательного собрания Ленинградской области (2008)
- Премия им. Н. И. Вавилова Правительства Санкт-Петербурга за выдающиеся научные результаты в области науки и техники (2009)[3]
- Диплом Президиума РАСХН (2009)
- Почётная грамота губернатора Ленинградской области (2009)
- Почётная грамота Администрации Пушкинского р-на Санкт-Петербурга (2009)
- Почётная грамота РАСХН (2009)
- Премия Правительства Российской Федерации в области науки и техники (2013)
- Медали ВДНХ